# 裕庚

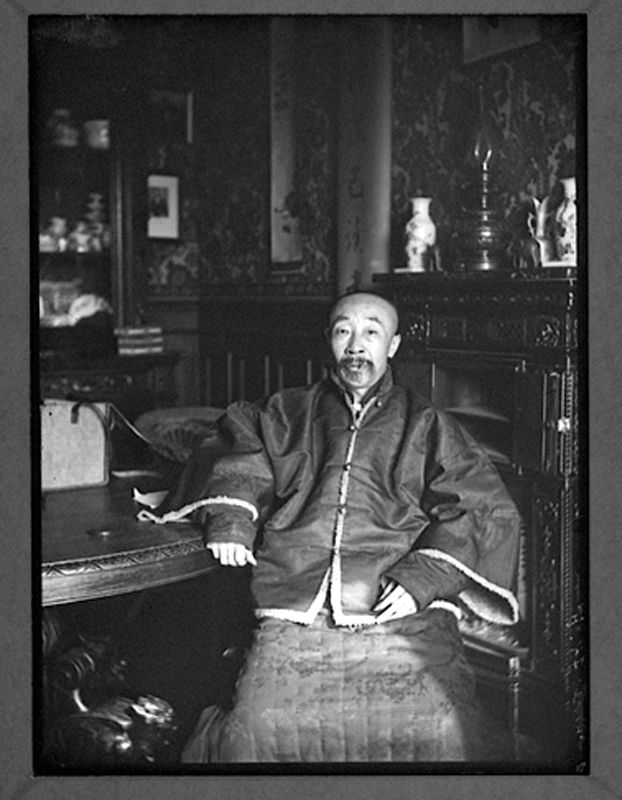
裕庚

裕庚（1843年—1905年12月18日），字朗西，汉军正白旗人，徐姓。清朝末年官僚、外交官。其雖然為漢人，但已加入八旗，深受滿族文化影響，故不稱姓氏。

## 生平
《清代野记》对裕庚早年生平有详细记载。裕庚父亲联某，字翰庭，道光、咸丰年间任江苏县令。裕庚年十二即入国子监、肄业。时“勝保为满助教，亟爱之，遂由官学生入泮”，廩生。咸丰八年（1858年），十六岁（虚岁）的裕庚选优贡。勝保败后，裕回江北省亲，旋丁父艰。由冯鲁川引荐，入喬松年幕。咸丰年间，为州同（捐）。
同治五年（1866年），隨喬松年入陝西，任知府。同治七年（1868年），喬松年乞休。裕庚入安徽巡撫英翰幕。安徽候補直隸州知州、候補知府、候補道。後英翰升兩廣總督，隨英翰入廣東。光緒十三年（1874年）戊午，任廣東省惠潮嘉道道員・四品京堂銜。隔年，廣東闈姓捐，英翰奏請弛禁助餉，被廣州將軍長善等所劾，兩人同被革職回京，在京中被推薦給李鴻章，轉至天津李鴻章麾下。
光绪十一年（1885年），刘铭传授台湾巡抚，裕庚投靠刘铭传，被推薦給张之洞。十五年（1889年），幫鄂督張之洞管厘税事，“历畀沙市、汉口厘税事，皆鄂省美任也”。十七年（1891年），任候补知府。後在補道員，以明保送部，转内阁侍读学士。二十年（1894年），恭辦萬壽慶典點綴景物事宜，以及督辦軍務處翼長、廣東惠潮嘉道。二十一年（1895年），任出使日本欽差大臣。光緒二十四年（1898年）归国。十一月庚午，任太僕少卿銜总理各国事务衙门行走。二十五年（1899年）五月乙卯，任出使法国钦差大臣。二十七年至二十九年（1901年至1903年），任通政使司副使。二十八年（1902年），歸国授三品卿。1904年，清廷官报称：“上谕太仆寺卿裕庚奏因病恳请就医一折，裕庚著赏假六个月，勿用开缺”。1905年于上海病死。

## 家庭
裕庚有五名子女。长子姓名不详（或称奎龄，妻子为觉罗续庆女），次子勋龄，长女德齡，三子馨齡，次女容龄。除长子外，其余子女均为路易莎·皮尔森（Louisa Pierson）所生。同僚郑孝胥在日记中称路易莎·皮尔森为“都下妓鬼子六”，是西方人与广东妓女所生的女子。裕庚妻子死后，路易莎带着儿子勋龄成为裕庚的继室。《清代野记》指奎龄被逼走，奎龄妻被虐待致死。亦有学者认为，长女德龄也非裕庚的亲生女儿。
长女德龄，是《清季宫闱秘史》、《御香飘渺录》、《瀛台泣血记》等书的作者。她在《清宫二年记》称父亲裕庚为公爵，自己为郡主。夏仁虎指“以上云云，特以自抬声价而已”。